# Matteo d'Afflitto
Matteo d'Afflitto, in latino Matthaeus de Afflictis (Napoli, 1447 circa – Napoli, 1523), è stato un giurista italiano.

## Biografia
Figlio di un nobile, studiò discipline umanistiche e giurisprudenza all'Università di Napoli, dove ebbe come maestro Antonio d'Alessandro e dove divenne dottore in diritto civile il 22 giugno 1468; poco dopo ottenne la laurea in diritto canonico. Sempre nel 1468 si era sposato con Orsina, figlia del giurista Giovanni Antonio Carafa. Senza avere una cattedra, insegnò diritto romano e feudale a Napoli e praticò anche come avvocato e giureconsulto. Dal 1490 in poi ricoprì cariche giudiziarie presso la Camera Summaria e la Cura Vicaria, e fu anche membro del Consiglio Reale di Napoli dal 1495 al 1501.
Come la maggior parte dei giuristi napoletani dell'epoca, d'Afflitto si concentrò esclusivamente sulla legge feudale e sullo ius patrium, la legge indigena napoletana. Fu tra gli ultimi aderenti a un'influente scuola di giuristi napoletani che aveva fornito all'Europa volumi di accademia sul diritto feudale sin dal XIII secolo.
Le sue opere principali includono il Tractatus celeberrimus de iure protomiseos sive di iure congrui (1496), il commento della legge feudale Commentaria super primo (-tertio) feudorum libro (1543/47), le 404 Decisiones SR Consilii Neapolitani (1509 e seguenti) e il commento alla legislazione reale Singularis lectura super omnibus sacris constitutionibus Regnorum utriusque Siciliae citra et ultra (1517 e seguenti).

## Opere

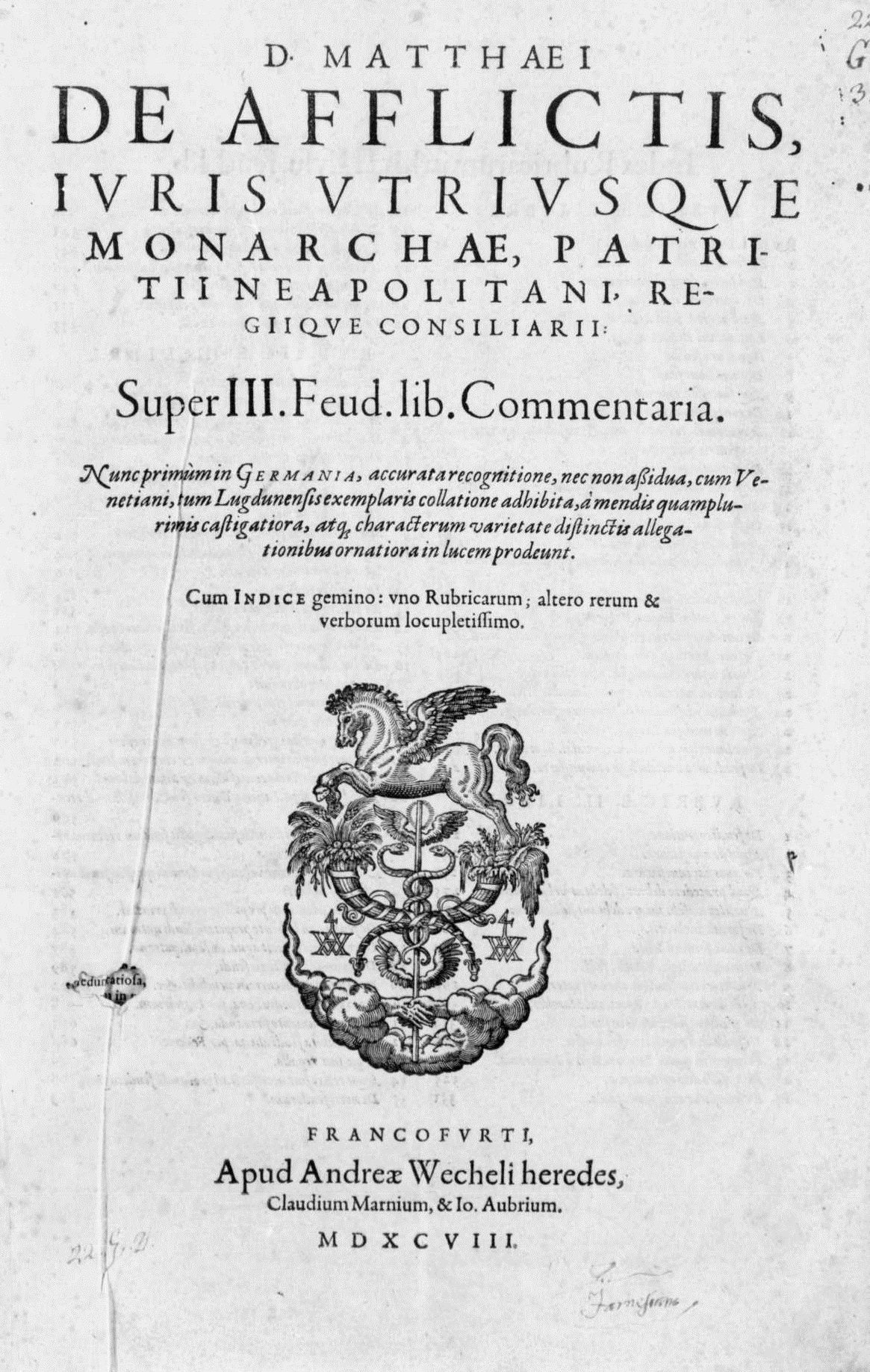
Commentaria in Libri feudorum, edizione 1598

- Commentarius super tres libros feudorum, Venezia, 1534 3° folio. 
  - (LA) Commentaria in Libri feudorum, Frankfurt am Main, Andreas Wechel, Erben & Claude Marne & Johann Aubry, 1598.
- De consiliaris principium, ..
- Decisiorum sacri regii Neapolitani, .., Francofurti: I. Feyrabendium, 1600 (Napoli - Sicilia)
- Iuris vtriusque monarchae, ..., Francofurti: A. Wecheli, 1598 (leggi feudali).
- Conferenza super 7 codicis Justiniani, 1560 (Codex Justinianeus).
- Tractatus de jure protomiseos, ..., Napoli: V. Manfredii, 1777, 2 voll (diritto di prelazione).